# Discografia di Nada
Questa voce elenca l'intera discografia italiana e fuori dall'Italia di Nada dal 1969 ad oggi. I dischi di Nada sono stati pubblicati in diversi paesi del mondo, tra cui Europa, Spagna, Yugoslavia, Giappone, Stati Uniti, Colombia, Israele, Venezuela, Cile, Germania, Francia, Portogallo, El Salvador, Bolivia, Bulgaria, Messico, Perù, Grecia e Argentina, e consistono per il mercato italiano, in 21 album in studio di cui 19 da solista e due come Nada Trio, 4 album live, 40 singoli, di cui 13 promozionali, 4 EP e 19 raccolte.

## Album in studio
- 1969 - Nada (RCA Talent, TSL 10444)
- 1970 - Io l'ho fatto per amore (RCA Italiana, PSL 10484)
- 1973 - Ho scoperto che esisto anch'io (RCA Italiana, DPSL 10619)
- 1975 - 1930: Il domatore delle scimmie (RCA Italiana, TPL 1-1157; con la Reale Accademia di Musica)
- 1976 - Nada (RCA Italiana, TPL 1-1226)
- 1977 - Nada (RCA Italiana, PL 31248; ristampa di TPL 1-1226 con la canzone Sarà sostituita da Lontano lontano)
- 1979 - Nada (Polydor 2448 089)
- 1983 - Smalto (EMI Italiana, 3C 064-18611)
- 1984 - Noi non cresceremo mai (EMI italiana 064-1186711)
- 1986 - Baci rossi (EMI italiana 064-1187491)
- 1992 - L'anime nere (RCA Italiana/BMG, PL 75283)
- 1999 - Dove sei sei (Mercury/Polygram 538 819-2)
- 2001 - L'amore è fortissimo e il corpo no  (Storie di note, SDN016)
- 2004 - Tutto l'amore che mi manca  (On the road, OTR 5)
- 2007 - Luna in piena   (Radiofandango, 0166392RAF)
- 2011 - Vamp   (Edel, 0206533EIT)
- 2014 - Occupo poco spazio   (SANTERIA, SAN 076)
- 2016 - L'amore devi seguirlo  (SANTERIA, SAN 090)
- 2019 - È un momento difficile, tesoro  (Woodworm, WW068)
- 2019 - Materiale domestico (Woodworm/Artist First, WW075) - raccolta di provini con quattro inediti
- 2022 - La paura va via da sé se i pensieri brillano (La Tempesta Dischi/Santeria)

### Album collaborativi
- 1998 - Nada Trio (Allegato al supplemento a Olis Music Collection n.3, ristampato nel 2006 da Storie di note, SDN 56)
- 2017 - La posa (Bubba Music/Warner Music Italy, 5054197674815)

### Audiolibri
- 2018 - Nada Malanima Legge Leonida (Emons, 9788869862861)

## Album dal vivo
- 2005 - L'apertura (Radiofandango – 0166392RAF) (con Massimo Zamboni)
- 2005 - Live (Brescia 21.03.04) (non in vendita, allegato alla rivista musicale Mucchio Selvaggio Extra)
- 2008 - Live Stazione Birra (RAI TRADE 0189702RAT)
- 2012 - 30 Anni Di Ortodossia (Reggio Emilia 29 Agosto 2012) (Calamari Union/UPR/Iperspazio – IPS030012, CD+DVD) - con Massimo Zamboni, Angela Baraldi, Cisco, Fatur e Giorgio Canali

## Raccolte
- 1979 - Il meglio di Nada (RCA Serie Linea Tre NL 33135)
- 1982 - Ti stringerò (Polydor 2449 029) Raccolta con un inedito
- 1982 - Mia Martini - Anna Oxa - Nada - Ombretta Colli (Armando Curcio Editore – SU-1010)
- 1994 - Malanima: successi e inediti 1969-1994 (RCA/BMG 74321-252992) - Raccolta con 5 brani inediti
- 1995 - I successi di Nada (Music Market 74321 - 19325 - 2)
- 1997 - Nada: gli anni d'oro (RCA Italiana 74321 481564)
- 1998 - Le più belle canzoni di: Nada (Polydor 539 536-2)
- 1998 - Il meglio di Nada  (RCA Serie Orizzonte 74321584314)
- 2001 - I grandi successi originali  (RCA Italiana 74321851842 (2), ristampato nel 2009 con copertina leggermente differente su etichetta Sony Music 88697587672)
- 2004 - Made in Italy (EMI  7243 598208 2 8, ristampato nel 2009 con copertina differente con codice 50999 693504 2 9)
- 2006 - Le mie canzoncine 1999-2006 (SAAR Records  CDCRY 60101, CD+DVD)
- 2007 - The Best Platinum Collection  (Emi Music Italy 094639213528)
- 2009 - I successi storici originali  (La mia musica MAD 1067)
- 2009 - Il cuore è uno zingaro  (Errepi Media Srl 703660)
- 2012 - Le mie canzoni  (Sony Music 88691969032, 3CD)
- 2013 - Un'ora con...  (BMG 88765439002)
- 2017 - Gli esordi  (Sony Music 88985443972, 3CD)
- 2021 - Estate autunno inverno primavera  (Not on label 21SC0026)

## Singoli

### 45 giri
- 1968 - Les bicyclettes de Belsize/Per te per me (RCA Talent – TL 18)
- 1969 - Ma che freddo fa/Una rondine bianca  (RCA Talent – TL 19)
- 1969 - Biancaneve/Cuore stanco  (RCA Talent – TL 22)
- 1969 - Che male fa la gelosia/Ritornerà vicino a me  (RCA Talent – TL 26)
- 1969 - L'anello/Innamorata di te  (RCA Talent – TL 28)
- 1970 - Pa' diglielo a ma'/La fotografia (RCA Talent – TL 30)
- 1970 - Bugia/Che dolore  (RCA Italiana – PM 3523)
- 1970 - Io l'ho fatto per amore/Male d'amore  (RCA Italiana – PM 3557)
- 1971 - Il cuore è uno zingaro/Insieme mai (RCA Italiana – PM 3576)
- 1971 - Tic toc/La porti un bacione a Firenze (RCA Italiana – PM 3613)
- 1972 - Re di denari/Piano piano dolce dolce*  (RCA Italiana – PM 3642)
- 1972 - Una chitarra ed un'armonica/Un uomo intelligente  (RCA Italiana – PM 3649)
- 1973 - Brividi d'amore/Ancora un po' d'amore  (RCA Italiana – PM 3702)
- 1973 - Come faceva freddo/Ma chi è che dorme insieme a me?  (RCA Italiana – PM 3741)
- 1975 - Il domatore delle scimmie/È bello cantare  (RCA Italiana – TPBO 1134)
- 1977 - L'amore è tutto qui/La fisarmonica di Stradella  (RCA – PB 6028)
- 1978 - Pasticcio universale/Anche se fosse  (Polydor – 2060 182)
- 1979 - Dolce più dolce/Candida follia  (Polydor – 2060 199)
- 1980 - Rosa/Un tocco in più  (Polydor – 2060 229)
- 1981 - Dimmi che mi ami, che mi ami, che tu ami, che tu ami solo me/Ballando sull'onda  (Polydor – 2060 247)
- 1982 - Ti stringerò/Sei matto  (Polydor – 2060 257)
- 1983 - Amore disperato/Da grande  (EMI – 3C 006-18613)
- 1984 - Balliamo ancora un po'/L'ultima oasi  (EMI – 06 1186847)
- 1984 - Il tuo diario/Liquido  (EMI – 06 1186937)
- 1986 - Stanotte/L'uomo del destino  (EMI – 06 1187517)
- 1987 - Bolero/Bolero (Strumentale)  (Fonit Cetra – SP 1850)
- 1999 - Guardami negli occhi/Inganno   (Mercury – 5002 541)  (45 giri promozionale)

### CD singoli promozionali
- 1992 - Guarda quante stelle/Adios amor  (RCA PD 7727)
- 1999 - Guardami negli occhi/La gallina  (Mercury – 870 756-2)
- 1999 - Inganno   (Mercury – 5002 534)
- 2001 - Mare di fiori (Storie Di Note – SDN 010)
- 2004 - Miccia prende fuoco/Blu di Prussia (Radiofandango – RF 008) - con Mario Zamboni
- 2004 - Piangere o no (on the road – otr11)
- 2006 - Scalza/Scalza (Videoclip)  (Blow Up – CDBU 062)
- 2007 - Luna in piena  (Radiofandango, NunFlower Srl – RAF 212)
- 2007 - Pioggia d'estate (Remix) (Radiofandango – RAF 221)
- 2008 - Stretta  (Rai Trade – No Code)
- 2008 - Novembre  (Rai Trade – No Code) - con Les Fleurs des Maladives

### Singoli in digitale
- 2004 - Senza un perché
- 2011 - Il comandante perfetto
- 2011 - La canzone per dormire
- 2011 - Stagioni
- 2014 - L'ultima festa
- 2014 - Questa vita cambierà
- 2015 - La Signora Del Quinto Piano # 1522 - con Carmen Consoli, Elisa, Emma Marrone e Irene Grandi
- 2015 - Non sputarmi in faccia
- 2015 - La bestia
- 2016 - La canzone dell'amore
- 2016 - L'estate sul mare
- 2016 - Una pioggia di sale
- 2017 - La posa (come Nada trio)
- 2018 - Dove sono i tuoi occhi
- 2019 - È un momento difficile, tesoro
- 2019 - Macchine viaggianti
- 2019 - Come una roccia
- 2020 - O Madre
- 2022 - Mille stelle
- 2022 - In mezzo al mare
- 2022 - Chi non ha

## Collaborazioni
- 1990 - Te lo faccio vedere chi sono io!: Con il brano Sul porto di Livorno
- 1995 - Con gli occhi chiusi: Con il brano Nati alberi - (colonna sonora)
- 1998 - Battiato non Battiato: Con il brano Venezia Istanbul
- 1999 - Rossocuore - Pippo Pollina: Con il brano I fiori del male
- 2000 - Esco di rado e parlo ancora meno - Adriano Celentano: Con il brano Il figlio del dolore
- 2002 - Inciampando Tributo a Ciampi: Con il brano Sovrapposizioni Nada Trio
- 2002 - Ferrè, l'amore e la rivolta - Tete de Bois: Con il brano Luna
- 2003 - Grancalavera elettrica - Cesare Basile: Con il brano Senza sonno
- 2004 - Sorella sconfitta - Massimo Zamboni: Con i brani Miccia prende fuoco, Su di giri e Ultimo volo
- 2006 - Il mio paese: Con il brano Patria attuale (colonna sonora)
- 2007 - Ciao poeta, omaggio a Sergio Endrigo: Con il brano Le parole dell'addio (esiste anche versione in DVD contenente il live della serata)
- 2008 - L'inerme è imbattibile - Massimo Zamboni: Con il brano Quando se non ora
- 2009 - Andate tutti affanculo - The Zen Circus: Con il brano Vuoti a perdere
- 2013 - Maledetto colui che è solo - Mauro Ermanno Giovanardi: Con il brano Livorno (cover Piero Ciampi)

## Videoclip musicali
- 1982 - Ti Stringerò
- 1992 - Guarda Quante Stelle
- 1992 - Adios Amor
- 1999 - Inganno
- 2001 - Mare Di Fiori
- 2001 - Gesù
- 2004 - Senza Un Perché
- 2006 - Scalza
- 2007 - Luna In Piena
- 2007 - Pioggia d'Estate
- 2008 - Stretta
- 2008 - Novembre
- 2011 - La Canzone Per Dormire
- 2011 - Stagioni
- 2014 - L'Ultima Festa
- 2014 - Questa Vita Cambierà
- 2015 - Non Sputarmi In Faccia
- 2015 - La Bestia
- 2016 - La Canzone Dell'Amore
- 2016 - Ballata Triste
- 2016 - Una Pioggia Di Sale
- 2016 - L'Estate Sul Mare
- 2016 - All'Aria Aperta
- 2017 - La posa (come Nada Trio)
- 2018 - Dove Sono I Tuoi Occhi
- 2019 - E' Un Momento Difficile, Tesoro
- 2019 - Macchine viaggianti
- 2020 - O Madre
- 2022 - In mezzo al mare
- 2022 - Chi non ha
- 2022 - Io ci sono
- 2022 - Oscurità
- 2022 - Nada Yoga

## Singoli in classifica
- 1969 - Ma che freddo fa - (numero 1)
- 1969 - Biancaneve - (numero 23)
- 1969 - Che male fa la gelosia - (numero 6)
- 1969 - L'Anello - (numero 11)
- 1970 - Pa' diglielo a ma'  - (numero 10)
- 1970 - Bugia - (numero 52)
- 1970 - Io l'ho fatto per amore - (numero 47)
- 1971 - Il Cuore è uno zingaro - (numero 1)
- 1972 - Il Re di denari - (numero 2)
- 1972 - Una chitarra e un'armonica - (numero 24)
- 1973 - Brividi d'amore - (numero 27)
- 1978 - Pasticcio universale - (numero 37)
- 1981 - Dimmi che mi ami che mi ami che tu ami che tu ami solo me - (numero 15)
- 1982 - Ti stringerò - (numero 17)
- 1983 - Amore disperato - (numero 1)
- 1984 - Balliamo ancora un po'  - (numero 35)
- 2007 - Luna in piena - (numero 76)

## Discografia fuori dall'Italia

### 33 giri
Colombia
- 1969 - Nada canta en español (RCA Victor, LPS 53-1133)

Israele
- 1969 - Nada (RCA Talent, TSL 10444)

Spagna
- 1969 - Nada (RCA Talent, TSL 10444)

Venezuela
- 1970 - Mi corazon es gitano (RCA Victor, LPVS 1185)

Argentina
- 1983 - Amor desesperado (EMI, 6569)

Francia
- 1992 - L'anime nere (RCA, PK 75283, solo in MC)

### 45 giri
Argentina
- 1969 - Hace Frio Ya/La Golondrina (RCA Victor – 31A-1474)
- 1971 - El corazon s un gitano/Yo y tu (RCA Victor – 31A-1862)

Australia
- 1971 - Tic toc/La porti un bacione a Firenze  (RCA Victor – PM-3613)
- 1972 - Una chitarra ed un'armonica/Un uomo intelligente  (RCA Victor – PM-3649)

Bolivia
- 1969 - Hace Frio Ya/La Golondrina (RCA Victor – BOC-1001)

Canada
- 1969 - Ma che freddo fa/Una rondine bianca (RCA – 57-1029)

Cile
- 1969 - Hace Frio Ya/La Golondrina (RCA Victor – 94-0648)
- 1969 - Para ti, para mi/Corazon cansado  (RCA Victor – 31A-1559)
- 1970 - Que daño me hacen los celos (Che male fa la gelosia)/El anillo (L'anello) (RCA Victor – 31A-1708)
- 1970 - Una espada en el corazon/Pa diselo a ma (RCA Victor – 94-0694) il lato a è inciso da Patty Pravo
- 1971 - El corazon s un gitano/Yo y tu (RCA Victor – 94-0718)

Colombia
- 1971 - El corazon s un gitano/Yo y tu (RCA Victor – 51-51386)

El Salvador
- 1972 - El rey de oros/Calladito calladito, suave suave  (RCA Victor –  76-3608)

Europa
- 1983 - Amore disperato/Da grande  (EMI Electrola – 1C 006 1186137)

Francia
- 1969 - Ma che freddo fa/Una rondine bianca (RCA Victor – 49.591)
- 1972 - Re di denari/Piano piano dolce dolce*  (RCA Victor – 49.858)
- 1983 - Amore disperato/Da grande  (EMI – 1186137)

Germania
- 1969 - Ma che freddo fa/Una rondine bianca (RCA Victor – 47-15 114)
- 1969 - Biancaneve/Cuore stanco  (RCA Victor – 47-15140)
- 1969 - Che male fa la gelosia/Ritornerà vicino a me  (RCA Victor – 47-15 160)
- 1969 - L'anello/Innamorata di te  (RCA Victor – 47-15 170)
- 1970 - Bugia/Che dolore  (RCA Victor – 74-16 035)
- 1970 - Pa' diglielo a ma'/La fotografia  (RCA Victor – 47-15177)
- 1971 - Io l'ho fatto per amore/Male d'amore  (RCA Victor – 74-16048)
- 1971 - Il cuore è uno zingaro/Insieme mai  (RCA Victor – 74-16071)
- 1971 - Tic toc/La porti un bacione a Firenze  (RCA Victor – 74-16133)
- 1981 - Dimmi che mi ami/Ballando sull'onda  (Polydor – 2121 464)

Giappone
- 1969 - Ma che freddo fa/Ma che freddo fa  (RCA – SS-1886) - il lato b è inciso da i The Rokes
- 1969 - Giallo giallo autunno (木の葉のように)/Biancaneve (白雪姫) (RCA – SS-1995)
- 1970 - Bugia (いつわり)/Senza te (あなたなしで)  (RCA – SS-2117)
- 1971 - Il Cuore È Uno Zingaro (恋のジプシー（日本語）)/Akai Suzuran (赤いすずらん)
- 1971 - Il cuore è uno zingaro/Il cuore è uno zingaro  (RCA Victor – SS-2081) - sul lato b è incisa la versione di Nicola Di Bari
- 1972 - Re di denari/Piano piano dolce dolce*  (RCA Victor – SS-2170)
- 1972 - Una chitarra ed un'armonica/Un uomo intelligente  (RCA Victor – SS-2198)
- 1974 - Ancora un po' d'amore/Brividi d'amore  (RCA SS-2390)

Grecia
- 1969 - Ma che freddo fa/Una rondine bianca (RCA Victor – 46g 50055) pubblicato con label nera e arancione
- 1969 - L'anello/Innamorata di te  (RCA Victor – 46g 5007)
- 1970 - Pa' diglielo a ma'/La fotografia  (RCA Victor – 46g 50080)
- 1970 - Bugia/Che dolore  (RCA Victor – 46g 50086)
- 1971 - Il cuore è uno zingaro/Insieme mai  (RCA Victor – Sg 23)
- 1972 - Re di denari/Piano piano dolce dolce*  (RCA Victor – 46g 117)

Israele
- 1969 - L'anello/Innamorata di te  (RCA Talent – TL 28)

Jugoslavia
- 1972 - Re di denari/Piano piano dolce dolce* (Jugoton, RCA Victor – SRCA-88551)
- 1972 - Una chitarra e un'armonica/Un uomo intelligente  (Jugoton, RCA Victor – SRCA-88583)
- 1972 - Strada fiorita/Note di musica  (Jugoton, RCA Victor – SRCA-88587)
- 1972 - Re di denari/Piano piano dolce dolce*  (Jugoton, RCA Victor – SRCA-88551)
- 1972 - Una chitarra ed un'armonica/Un uomo intelligente  (Jugoton, RCA Victor – SRCA-88583)

Messico
- 1969 - Hace Frio Ya/La Golondrina (RCA Victor – 76-2848)
- 1971 - El corazon es un gitano/Que dolor/Yo y tu/Mentira (RCA Victor MKE 1362, EP)

Peru
- 1972 - Corazon cansado/Sin ti  (RCA Victor – 85-1153)
- 1972 - El rey des oros/El corason es un gitano  (RCA Victor – 85-1384)

Portogallo
- 1970 - Pa' diglielo a ma'/La fotografia/L'anello/Innamorata di te (RCA Victor TP 538, EP)
- 1971 - Il cuore è uno zingaro/Che dolore/Bugia/Male d'amore (RCA Victor TP 584, EP)
- 1972 - Il re di denari/Che male fa la gelosia/Ritornerà vicino a me/Piano piano dolce piano (RCA Victor TP-643, EP)
- 1972 - Una chitarra ed un'armonica/Un uomo intelligente/Tic Toc/Sei mio (RCA Victor TP-653, EP)
- 1975 - Il domatore delle scimmie/E' bello cantare  (RCA TPBO 1134)
- 1983 - Amore disperato/Da grande  (EMI – 11C 008-18613)

Spagna
- 1969 - Ma che freddo fa/Una rondine bianca (RCA Victor – 3-10 383)
- 1969 - Canta en espanol (Hace Frio Ya/La Golondrina) (RCA Victor – 3-10404)
- 1969 - Corazon cansado/Para ti para mi (RCA Victor – 3-10437)
- 1970 - Che male fa la gelosia/Ritornerà vicino a me  (RCA Victor – 3-10458)
- 1970 - Pa diselo a ma/Fotografia  (RCA Victor –  3-10501)
- 1970 - Mentira/Que dolor  (RCA Victor –  3-10537)
- 1971 - Io l'ho fatto per amore/Male d'amore  (RCA Victor –  3-10570)
- 1971 - Il cuore è uno zingaro/Insieme mai  (RCA Victor –  3-10597)
- 1972 - Re di denari/Piano piano dolce dolce*  (RCA Victor – 3-10709)
- 1972 - Una chitarra ed un'armonica/Un uomo intelligente  (RCA Victor – 3-10778)

Stati Uniti
- 1971 - El corazon s un gitano/Yo y tu (RCA Victor – 76-6010)

Turchia
- 1969 - Ma che freddo fa/Una rondine bianca (RCA Victor – 69903)
- 1969 - Biancaneve/Cuore stanco  (RCA Victor – 69918)
- 1969 - Che male fa la gelosia/Ritornerà vicino a me  (RCA Victor – 69932)
- 1969 - L'anello/Innamorata di te  (RCA Victor – 70903)
- 1971 - Il cuore è uno zingaro/Insieme mai  (RCA Victor – 71906)
- 1972 - Re di denari/Piano piano dolce dolce*  (RCA Victor – 72906)
- 1972 - Una chitarra ed un'armonica/Un uomo intelligente  (RCA – 72913)

```
* Il titolo esatto è "Re di denari".
```